# Marathon féminin aux Jeux olympiques d'été de 2008
Navigation
Athènes 2004 Londres 2012
L'épreuve du marathon féminin des Jeux olympiques de 2008 a eu lieu le 17 août 2008 à Pékin.
Les limites de qualifications étaient de 2 h 37 min 00 pour la limite A et de 2 h 45 min 30 pour la limite B.

## Records
Avant cette compétition, les records dans cette discipline étaient les suivants :
| Record du monde  | 2 h 15 min 25 | Paula Radcliffe | Royaume-Uni | 13 avril 2003    | Londres |
| Record olympique | 2 h 23 min 14 | Naoko Takahashi | Japon       | 9 septembre 2000 | Sydney  |

## Médaillées
| Or                  | Argent            | Bronze       |
| Constantina Tomescu | Catherine Ndereba | Zhou Chunxiu |

## Résultats
| Rang | Pays               | Athlète                  | Temps              |
| ---- | ------------------ | ------------------------ | ------------------ |
| 1    | Roumanie           | Constantina Tomescu      | 2 h 26 min 44 (SB) |
| 2    | Kenya              | Catherine Ndereba        | 2 h 27 min 06      |
| 3    | Chine              | Zhou Chunxiu             | 2 h 27 min 07 (SB) |
| 4    | Chine              | Zhu Xiaolin              | 2 h 27 min 16 (SB) |
| 5    | Kenya              | Martha Komu              | 2 h 27 min 23      |
| 6    | Royaume-Uni        | Mara Yamauchi            | 2 h 27 min 29      |
| 7    | Russie             | Irina Timofeyeva         | 2 h 27 min 31      |
| 8    | Roumanie           | Lidia Simon              | 2 h 27 min 51      |
| 9    | Algérie            | Souad Aït Salem          | 2 h 28 min 29      |
| 10   | Kenya              | Salina Jebet Kosgei      | 2 h 29 min 28      |
| 11   | Lituanie           | Živilė Balčiūnaitė       | 2 h 29 min 33      |
| 12   | Corée du Nord      | Kim Kum-ok               | 2 h 30 min 01 (SB) |
| 13   | Japon              | Yurika Nakamura          | 2 h 30 min 19      |
| 14   | Italie             | Anna Incerti             | 2 h 30 min 55 (PB) |
| 15   | Éthiopie           | Dire Tune                | 2 h 31 min 16      |
| 16   | Nouvelle-Zélande   | Nina Rillstone           | 2 h 31 min 16      |
| 17   | Italie             | Bruna Genovese           | 2 h 31 min 31      |
| 18   | Roumanie           | Luminita Talpos          | 2 h 31 min 41      |
| 19   | Mexique            | Madaí Pérez              | 2 h 31 min 47      |
| 20   | France             | Christelle Daunay        | 2 h 31 min 48      |
| 21   | Australie          | Benita Johnson           | 2 h 32 min 06      |
| 22   | Russie             | Svetlana Zakharova       | 2 h 32 min 16      |
| 23   | Royaume-Uni        | Paula Radcliffe          | 2 h 32 min 38      |
| 24   | Pologne            | Monika Drybulska         | 2 h 32 min 39 (SB) |
| 25   | Corée du Sud       | Lee Eun-jung             | 2 h 33 min 07      |
| 26   | Royaume-Uni        | Liz Yelling              | 2 h 33 min 12      |
| 27   | États-Unis         | Blake Russell            | 2 h 33 min 13      |
| 28   | Namibie            | Beata Naigambo           | 2 h 33 min 29      |
| 29   | Italie             | Vincenza Sicari          | 2 h 33 min 31      |
| 30   | Pologne            | Dorota Gruca             | 2 h 33 min 32      |
| 31   | Ukraine            | Tetyana Filonyuk         | 2 h 33 min 35      |
| 32   | Portugal           | Marisa Barros            | 2 h 34 min 08      |
| 33   | Australie          | Lisa Jane Weightman      | 2 h 34 min 16      |
| 34   | Norvège            | Kirsten Melkevik Otterbu | 2 h 34 min 35      |
| 35   | Nouvelle-Zélande   | Liza Hunter-Galvan       | 2 h 34 min 51      |
| 36   | Corée du Nord      | Jong Yong-Ok             | 2 h 34 min 52      |
| 37   | Lituanie           | Rasa Drazdauskaité       | 2 h 35 min 09      |
| 38   | Allemagne          | Melanie Kraus            | 2 h 35 min 17      |
| 39   | Pérou              | María Portillo           | 2 h 35 min 19 (RN) |
| 40   | Namibie            | Helalia Johannes         | 2 h 35 min 22      |
| 41   | Chine              | Zhang Shujing            | 2 h 35 min 35      |
| 42   | Bosnie-Herzégovine | Lucia Kimani             | 2 h 35 min 47 (RN) |
| 43   | Équateur           | Sandra Ruales            | 2 h 35 min 53 (PB) |
| 44   | Australie          | Kate Smyth               | 2 h 36 min 10      |
| 45   | Espagne            | Yesenia Centeno          | 2 h 36 min 25      |
| 46   | Portugal           | Ana Dias                 | 2 h 36 min 25      |
| 47   | Érythrée           | Nebiat Habtemariam       | 2 h 37 min 03      |
| 48   | Corée du Nord      | Jo Bun-Hui               | 2 h 37 min 04      |
| 49   | Zimbabwe           | Tabitha Tsatsa           | 2 h 37 min 10      |
| 50   | Turquie            | Bahar Dogan              | 2 h 37 min 12 (PB) |
| 51   | Brésil             | Marily dos Santos        | 2 h 38 min 10      |
| 52   | Allemagne          | Susanne Hahn             | 2 h 38 min 31      |
| 53   | Corée du Sud       | Chae Eun-hee             | 2 h 38 min 52      |
| 54   | Espagne            | Alessandra Aguilar       | 2 h 39 min 29      |
| 55   | Mexique            | Patricia Rétiz           | 2 h 39 min 34      |
| 56   | Corée du Sud       | Lee Sun-young            | 2 h 43 min 23      |
| 57   | Autriche           | Eva-Maria Gradwohl       | 2 h 44 min 24      |
| 58   | Kirghizistan       | Yuliya Arzipova          | 2 h 44 min 41      |
| 59   | Bolivie            | Sonia Calizaya           | 2 h 45 min 53      |
| 60   | Grèce              | Eléni Dónta              | 2 h 46 min 44      |
| 61   | Mexique            | Karina Pérez             | 2 h 47 min 02      |
| 62   | Colombie           | Bertha Sánchez           | 2 h 47 min 02      |
| 63   | Irlande            | Pauline Curley           | 2 h 47 min 16      |
| 64   | Espagne            | Maria José Pueyo         | 2 h 48 min 01      |
| 65   | Hongrie            | Petra Teveli             | 2 h 48 min 32      |
| 66   | Rwanda             | Epiphanie Nyirabarame    | 2 h 49 min 32      |
| 67   | Slovaquie          | Zuzana Šaríková          | 2 h 49 min 39      |
| 68   | Costa Rica         | Gabriela Traña           | 2 h 53 min 45      |
| 69   | Ukraine            | Oksana Sklyarenko        | 2 h 55 min 39      |
|      | Lesotho            | Mamorallo Tjoka          | abandon            |
|      | États-Unis         | Magdalena Lewy-Boulet    | abandon            |
|      | Moldavie           | Valentina Delion         | abandon            |
|      | États-Unis         | Deena Kastor             | abandon            |
|      | Serbie             | Olivera Jevtic           | abandon            |
|      | Éthiopie           | Gete Wami                | abandon            |
|      | Éthiopie           | Berhane Adere            | abandon            |
|      | Hongrie            | Beáta Rakonczai          | abandon            |
|      | Japon              | Reiko Tosa               | abandon            |
|      | Russie             | Galina Bogomolova        | abandon            |
|      | Portugal           | Inês Monteiro            | abandon            |
|      | Timor oriental     | Mariana Dias Ximenes     | abandon            |
|      | Bahreïn            | Nadia Ejjafini           | non-partante       |

Records et Performances
- AR : Record continental (area record)
- CR : Record des championnats (championship record)
- MR : Record du meeting (meet record)
- NR : Record national (national record)
- OR : Record olympique (olympic record)
- PR : Record paralympique (paralympic record)
- PB : Record personnel (personal best)
- SB : Meilleure performance personnelle de la saison (season's best)
- WL : Meilleure performance mondiale de l'année (world leader)
- WJR : Record du monde junior (world junior record)
- WR : Record du monde (world record)

Circonstances et Conditions
- DNF : N'a pas terminé (did not finish)
- DNS : N'a pas pris le départ (did not start)
- DQ : Disqualification (disqualification)
- NM : Aucun essai valable enregistré (No Mark)
- Q : Qualifié « directement » au prochain tour (ou à la prochaine compétition), lors d'une compétition majeure, grâce au classement ou à la réalisation des minima (automatic qualifier)
- q : Qualifié au prochain tour (ou à la prochaine compétition), lors d'une compétition majeure, grâce au repêchage ou à la réalisation de l'une des meilleures performances parmi celles des « non qualifiés directement » (grâce au meilleur temps ou à la meilleure distance par exemple) (secondary qualifier)